# Flèche wallonne 2002
La 66e édition de la course cycliste la Flèche wallonne a été remportée par Mario Aerts.

## Classement final
| Pos. | Coureur              | Pays      | Équipe        | Temps           |
| ---- | -------------------- | --------- | ------------- | --------------- |
| 1    | Mario Aerts          | Belgique  | Lotto-Adecco  | 4 h 42 min 04 s |
| 2    | Unai Etxebarria      | Venezuela | Euskaltel     | à 3 s           |
| 3    | Michele Bartoli      | Italie    | Fassa Bortolo | à 6 s           |
| 4    | Andrea Noè           | Italie    | Mapei         | à 6 s           |
| 5    | José Azevedo         | Portugal  | ONCE-Eroski   | à 6 s           |
| 6    | Axel Merckx          | Belgique  | Domo          | à 6 s           |
| 7    | Dario Frigo          | Italie    | Tacconi Sport | à 6 s           |
| 8    | David Etxebarria     | Espagne   | Euskaltel     | à 6 s           |
| 9    | Michael Boogerd      | Pays-Bas  | Rabobank      | à 6 s           |
| 10   | Francesco Casagrande | Italie    | Fassa Bortolo | à 6 s           |